# Klausen (Oostenrijk)
Klausen is een klein dorpje in Tirol, Oostenrijk dat onderdeel is van de gemeente Kirchberg.
Het dorp is vooral bekend omdat hier het dalstation ligt van de Fleckalmbahn, een cabinebaan die midden in het skigebied van Kitzbūhel eindigt.